# مایکل جان ترنر
مایکل جان ترنر (انگلیسی: Michael Turner) (زاده ۵ اوت ۱۹۴۸) کارآفرین، بازرگان و مدیر ارشد اجرایی بریتانیایی است، که در حال حاضر به‌عنوان رئیس هیئت مدیره شرکت جی‌کی‌ان فعالیت می‌کند.